# Partidul Ecologist Alianţa Verde din Moldova
Partidul Ecologist Alianța Verde din Moldova (v překladu Moldavská ekologická strana Zelená aliance) je moldavská politická strana zaměřená na ochranu životního prostředí. Má status pozorovatele při Evropské straně zelených.

## Historie
Strana byla založena 9. dubna 1992 na zakládacím kongresu, na němž byl přijat jak program tak stanovy nově založené strany. Na kongresu byly také zvoleny řídící orgány strany. Prvním předsedou se stal Gheorghe Malarciuc.